# Rozdzielny bezokolicznik
Rozdzielny bezokolicznik (ang. split infinitive) – konstrukcja gramatyczna w języku angielskim, w której słowo lub wyrażenie, zazwyczaj przysłówek lub wyrażenie przysłówkowe, występuje pomiędzy partykułą to a czasownikiem w bezokoliczniku. Jeden z najbardziej znanych przykładów użycia tej konstrukcji można znaleźć w czołówce telewizyjnej serii Star Trek: „to boldly go where no man has gone before” – „śmiało podążać tam, gdzie żaden człowiek wcześniej nie dotarł”. W wyrażeniu tym przysłówek boldly rozdziela pełny bezokolicznik „to go”.
Od XIX wieku rozdzielny bezokolicznik, choć powszechnie używany, był często określany w poradnikach gramatycznych jako błędny; krytyka ta wynikała z próby naśladowania struktury gramatycznej łaciny. Konstrukcja ta pozostaje przedmiotem niezgody wśród rodzimych użytkowników angielszczyzny i przez niektórych nadal jest uznawana za niegramatyczną lub niezręczną stylistycznie. Współczesne wydawnictwa normatywne przeważnie uznają jednak, że jej rugowanie jest bezzasadne i niezgodne z powszechną praktyką językową. Dwuczłonowy bezokolicznik występuje w języku angielskim przynajmniej od XIII w.
H.W. Fowler pisał w 1926: „Żadne inne zagadnienie gramatyczne tak nie podzieliło użytkowników języka angielskiego, od kiedy rozdzielny bezokolicznik został uznany za solecyzm w XIX wieku…”. Stosowanie rozdzielnego bezokolicznika do dziś budzi zastrzeżenia poprawnościowe w niektórych kręgach, toteż wiele osób unika tej konstrukcji, starając się umieszczać przysłówek w innej pozycji: He began to slowly get up off the floor → He began slowly to get up off the floor.
Na liście dziesięciu najbardziej irytujących i najmniej akceptowanych innowacji językowych, ułożonej przez słuchaczy BBC Radio 4 w roku 1986, rozdzielny bezokolicznik zajął drugie miejsce, ustępując tylko użyciu zaimka I w zwrocie between you and I.